# Шубное (село)
Шубное — село в Острогожском районе Воронежской области.
Административный центр Шубинского сельского поселения.

## География

### Улицы
| - ул. Голубцова - ул. Горбунова - ул. Зелёная - ул. Мира - ул. Острогожская - ул. Первомайская - ул. Почтовая | - ул. Рождественская - ул. Садовая - ул. Трудовая - ул. Юбилейная - ул. Южная - ул. Яблочная | - пер. Лесной - пер. Юбилейный |

## История
Село Шубное возникло в конце 17-го  -начале 18 в.в ,   и в документах впервые упоминается в 1700 году. Основателями этого поселения были  служилые люди, переселившиеся сюда из Ольшанской крепости и села Веретье, Уколово, Русская Тростянка. Первыми переселенцами были овцеводы и мастера по изготовлению цветных, расписных овчинных шуб, тулупов и полушубковов. Поэтому вновь возникшее поселение стали называть поселением шубников. Возможно и топографическое возникновение названия села,  село расположено у начала Шубина лога.
По переписи 1710 года в деревне Шубной было 16 жилых дворов и 2 пустых.
К 1880 году в селе насчитывалось 85 дворов и 950 душ жителей, в том числе 448 мужчин и 502 женщины. В 1890 году в селе открылась первая школа. В 1913 году население села Шубного составляло 1273 человека, в том числе 663 мужчины и 610 женщин.
В Шубном находится церковь Тихона Задонского, построенная в 1911 году.

## Население
| 1859 | 1897  | 2000  | 2005 | 2008 | 2010  |
| ---- | ----- | ----- | ---- | ---- | ----- |
| 963  | ↗1279 | ↘1009 | ↘965 | ↗971 | ↗1061 |

## Археология
Предположительно, ашельским периодом датируются находки оббитых кварцитов, обнаруженные у села Шубное